# Chomiwka (obwód tarnopolski)
Chomiwka (ukr. Хомівка) – wieś na Ukrainie, w obwodzie tarnopolskim, w rejonie tarnopolskim, w hromadzie Biała. W 2001 liczyła 196 mieszkańców, spośród których 195 wskazało jako ojczysty język ukraiński, a 1 rosyjski.